# Felon
Felon är en thrillerfilm från 2008 med Val Kilmer och Stephen Dorff. Filmen är regisserad av Ric Roman Waugh och hade en begränsad visning i USA.

## Rollista
| Stephen Dorff    | – Wade Porter    |
| Val Kilmer       | – John Smith     |
| Marisol Nichols  | – Laura Porter   |
| Vincent Miller   | – Michael Porter |
| Anne Archer      | – Maggie         |
| Larnell Stovall  | – Viper          |
| Sam Shepard      | – Gordon         |
| Johnny Lewis     | – Snowman        |
| Harold Perrineau | – Lt. Jackson    |
| Shawn Prince     | – Todd Jackson   |
| Chris Browning   | – Danny Samson   |
| Nick Chinlund    | – Sgt. Roberts   |